# Кемпбелл Райт
Кемпбелл Райт (англ. Campbell Wright) — новозеландський та американський біатлоніст, призер чемпіонату світу з біатлону. 
Кемпбелл Райт народився в Новій Зеландії в родині американського спеціаліста з вад слуху. Лижними перегонами почав займатися з 10 років, біатлоном — з 17. Він став першим представником південної півкулі, що зумів виграти медаль в біатлоні на молодіжному чемпіонаті світу. З листопада 2023 року він почав виступати під американським прапором.

## Результати

### Олімпійські ігри
0 медалей
| Змагання   | Індивідуалка | Спринт | Персьют | Масстарт | Естафета | Змішана естафета |
| ---------- | ------------ | ------ | ------- | -------- | -------- | ---------------- |
| Пекін 2022 | 32           | 75     | —       | —        | —        | —                |

### Чемпіонати світу
2 медалі (2 срібла)
| Змагання                    | Індивідуалка | Спринт | Персьют | Масстарт | Естафета | Змішана естафета | Одиночна змішана естафета |
| --------------------------- | ------------ | ------ | ------- | -------- | -------- | ---------------- | ------------------------- |
| Представляючи Нову Зеландію |              |        |         |          |          |                  |                           |
| Поклюка 2021                | —            | 74     | —       | —        | —        | —                | —                         |
| Обергоф 2023                | 20           | 46     | 45      | —        | —        | —                | —                         |
| Представляючи США           |              |        |         |          |          |                  |                           |
| Нове Место 2024             | 20           | 11     | 12      | 18       | 5        | —                | 7                         |
| Ленцергайде 2025            | 23           | Срібло | Срібло  | 4        | 9        | 19               | 16                        |